# Eric Ström
Stig Rune Eric Ström, född 6 januari 1925 i Göteborg, död där 20 juli 1986, var en svensk finstenhuggare, målare och grafiker.
Han var son till finstenhuggaren Axel Edvin Ström och Elin Gross. Ström arbetade först som finstenhuggare innan han bestämde sig för att studera konst vid Slöjdföreningens skola i Göteborg 1949–1953. Han experimenterade med nya material och kom på en metod att göra kyrkfönster i en plastmassa som skulle vara smidigare och varaktigare än traditionell målning. Han medverkade i Göteborgs konstförenings Decemberutställningar på Göteborgs konsthall och i ett stort antal samlingsutställningar i Göteborg med olika konstellationer. Hans konst består av ett landskapsmåleri från den bohuslänska kusten och som grafiker arbetade han huvudsakligen med träsnitt.  